# Epizeuxis quadra
Epizeuxis quadra là một loài bướm đêm trong họ Noctuidae.